# K7리그 부산 남구
K7리그 부산 남구(K7 League Busan Namgu)는 대한민국 부산광역시 남구에서 진행되는 축구 대회이다.

## 역사
2017년에 '디비전 7 부산광역시 남구 리그'라는 이름으로 시작되었으며 2017시즌부터 6개의 선수단이 리그에 참여하고있다. 그러나 2019년 K7 부산광역시 남구리그에는 모두 5팀이 등록되어있으나 정작 들어가보면 2개의 팀만 참가팀으로 되어있으며 리그를 완료한 상태이다.

## 시즌별 결과
| 시즌   | 권역 |     | 우승           | 준우승         | 승격           | 비고                               |
| ------ | ---- | --- | -------------- | -------------- | -------------- | ---------------------------------- |
| 2017년 | 1개  | 6팀 |                |                |                |                                    |
| 2018년 | 1개  | 6팀 | 부산 남구 감만 | 부산 남구 용당 | 부산 남구 감만 | 승격팀은 2019년 K6리그 부산에 참가 |
| 2019년 | 1개  | 2팀 | 부산 남구 용마 | 부산 남구 용정 |                |                                    |

## 같이 보기
- K7리그